# One in a million (Tomohisa Yamashita)
Pour les articles homonymes, voir One in a Million.
One in a million est un des trois EP's de Tomohisa Yamashita (山下 智久, Yamashita Tomohisa). Ce dernier est sorti le 27 juillet 2010.
Il comporte six titres, mais le morceau Flavor Favor For You n'est présent que sur l'une des éditions limitées.

## Liste des pistes
| 1. | One In A Million                    |  |
| 2. | Kuchizuke De Adios                  |  |
| 3. | My Dear                             |  |
| 4. | Flavor Favor For You                |  |
| 5. | World is Your                       |  |
| 6. | One In A Million (Original Karaoke) |  |